# 阿比·伍德
阿比·伍德（英語：Abbie Wood，1999年3月2日—），英国女子游泳运动员，2020年欧洲游泳锦标赛女子4×100米自由泳接力和混合4×200米自由泳接力金牌得主、女子200米个人混合泳银牌得主、2024年世界游泳锦标赛女子4×200米自由泳接力银牌得主。